# باكشييفو
باكشييفو (بالروسية: Бакшеево) هي مدينة في مقاطعة موسكو أوبلاست في روسيا. يبلغ عدد سكانها حوالي 2,321 نسمة.